# Johan Olof Rydorff
Johan Olof Rydorff, född 24 april 1770, död 19 september 1854 var en svensk jurist.

## Biografi
Rydorff tjänstgjorde som fiskal vid Kungliga Generaltulldirektionen och blev sedermera lagman. Han var även vikarierande organist i Sankt Jacobs kyrka. Rydorff invaldes som ledamot nummer 233 i Kungliga Musikaliska Akademien den 11 december 1819.